# Lethal Weapon
Lethal Weapon is een Amerikaanse actiefilm uit 1987, met Mel Gibson en Danny Glover als twee politieagenten. De film valt in het "Buddy Cop"-genre. In 1989, 1992 en 1998 kwamen er nog drie vervolgen uit.

## Verhaal
LAPD narcoticarechercheur Martin Riggs, een suïcidale weduwnaar, wordt aan moordzaken rechercheur Roger Murtaugh gekoppeld. Samen worden ze gedwongen samen te werken, omdat hoofdinspecteur Murphy ervan overtuigd is dat Riggs' zelfmoordneigingen nep zijn, zodat die eerder met pensioen kan gaan. Murtaugh, die net 50 jaar is geworden, kijkt er compleet tegenaan omdat hij zijn laatste 10 jaar rustig wilde afmaken.
Een oude vriend van Murtaugh, Michael Hunsaker, zoekt contact met hem en vraagt hem om zijn dochter, Amanda, uit de pornoindustrie te halen. Amanda heeft echter zelfmoord gepleegd, door van een hoog gebouw af te springen. Het autopsierapport toont aan dat Amanda vergiftige drugs heeft ingenomen, waardoor ze mogelijk vermoord is. Ook zijn er DNA-sporen van een andere vrouw aangetroffen op Amanda's lijk. Nadat Riggs en Murtaugh met Hunsaker hebben gesproken, krijgen ze een melding van een man die op het punt staat van een dak te springen.
Eenmaal aangekomen gaat Riggs naar de man toe en probeert met hem te praten. De man weigert te praten, waarop Riggs de man aan hem vast boeit en hem dwingt te laten springen. De man dat hij niet wil springen, waarop Riggs alsnog springt en samen met de man in een luchtkussen beland. Murtaugh raakt furieus en vraagt Riggs of hij écht zelfmoord wil plegen. Riggs verteld dat hij alles al voorbereid heeft en zelfs een speciale kogel ervoor heeft, maar dat het werk hem tegenhoudt.
Later gaan Riggs en Murtaugh naar Beverly Hills om de pooier van Amanda te ondervragen. Nadat ze grote hoeveelheden drugs in het pand hebben gevonden, worden ze beschoten door de pooier. Riggs is genoodzaakt om de pooier uit te schakelen, om Murtaugh's leven te redden. Door deze situatie beginnen ze te geloven dat Amanda waarschijnlijk vermoord is. Murtaugh nodigt Riggs uit om bij hem thuis te eten en om hem voor te stellen aan zijn familie. Na het eten komen Riggs en Murtaugh tot de conclusie dat de andere vrouw Amanda van het balkon heeft geduwd en zich vervolgens als getuige voordeed, zodat ze onschuldig bleef.
De volgende dag gaan Riggs en Murtaugh naar het huis van de andere vrouw, Dixie, om haar te ondervragen. Nog voordat Riggs en Murtaugh de voortuin in kunnen lopen ontploft het huis. Hierdoor is hun laatste spoor naar Amanda's dood verdwenen. Enkele kinderen die nabij waren, vertelden dat er die ochtend een man bij het huis was en iets plaatste. Verder vertelde één jongetje dat de man dezelfde tattoo als Riggs had. Riggs verteld dat het een Special Forces tattoo is. Ook vind Riggs een kwikschakelaar, die volgens hem door CIA agenten gebruikt wordt. Murtaugh komt tot de conclusie dat Hunsaker niet de hele waarheid vertelt en mogelijk iets met Amanda's dood te maken heeft.
Riggs en Murtaugh bezoeken Michael Hunsaker op Amanda's begrafenis. Hunsaker vertelt hen dat hij tijdens de Vietnamoorlog voor de 'Shadow Company', een geheime CIA organisatie heeft gewerkt. Hij vertelt dat de Shadow Company de heroïnehandel van de lokale bevolking hadden overgenomen en vanuit Laos de Vietnamoorlog organiseerde. Alle voormalige Shadow Company richtten na de oorlog een criminele organisatie op, die onder leiding stond van voormalig generaal Peter McAllister en zijn rechterhand Mr. Joshua. De organisatie begon grote hoeveelheden heroïne naar de VS te verschepen. Hunsaker speelde hier een belangrijke rol in, door het drugsgeld wit te wassen. Hunsaker vertelt dat hij contact zocht met Murtaugh om alles op te biechten. Hierdoor is Amanda om het leven gebracht door McAllister. Terwijl Hunsaker dit allemaal vertelt, wordt hij vermoord door Mr. Joshua. Later die avond wordt Riggs ook neergeschoten door Mr. Joshua. Riggs overleeft de aanslag, doordat hij een kogelwerend vest droeg. Mr. Joshua komt hier niet achter.
Later die avond krijgt Murtaugh een melding dat er dichtbij zijn huis iemand vermoord is. Murtaugh beschrijft voor de grap het uiterlijk van zijn dochter's vriendje. Hierop krijgt Murtaugh te horen dat de dode er daadwerkelijk zo uitziet. Hierop haast Murtaugh zich naar huis toe en komt erachter dat zijn dochter, Rianne, door de Shadow Copmany ontvoerd is omdat hij te veel wist. Murtaugh moet naar het El Mirage meer gaan om zichzelf in te ruilen voor zijn dochter. Riggs gaat ook mee en houdt de Shadow Company vanaf een flinke afstand onder schot. Murtaugh gooit een rookbom in de richting van de Shadow Company, waardoor Riggs erin slaagt om een paar leden uit te schakelen. Uiteindelijk wordt Riggs gevangen door McAllister en worden Murtaugh en Rianne ook gevangen genomen. De drie worden naar de uitvalbasis, een kelder onder een nachtclub, van de Shadow Company gebracht. Riggs en Murtaugh worden gemarteld voor informatie. Riggs slaagt erin te ontsnappen en bevrijd Murtaugh en Rianne. Tijdens hun ontsnapping worden enkele leden van de Shadow Company vermoord en wordt de politie gealarmeerd. Generaal McAllister probeert met de heroïne te ontsnappen, maar komt om nadat zijn vluchtauto ontploft. Mr. Joshua wil als wraak Murtaugh's gezin vermoorden. Murtaugh's gezin is niet thuis, maar Mr. Joshua vermoord wel wacht houdende agenten Riggs en Murtaugh slagen erin om Joshua in een hinderlaag te lokken, door met een politiewagen het huis te rammen. Hierop volgt een vuistgevecht tussen hen. Riggs wint van Joshua, maar besluit hem niet te vermoorden. Tijdens de arrestatie breekt Mr. Joshua los en probeert met een dienstwapen Riggs te vermoorden. Riggs en Murtaugh zijn hem echter te snel af en schieten hem neer.
Enkele dagen na het gevecht wordt Riggs door Murtaugh uitgenodigd voor het kerstdiner. Riggs geeft Murtaugh de speciale kogel die hij wou gebruiken voor zijn zelfmoord, en vertelt hem dat hij hem niet meer nodig heeft.

## Rolverdeling
| Acteur             | Personage                       |
| ------------------ | ------------------------------- |
| Mel Gibson         | Rechercheur Martin Riggs        |
| Danny Glover       | Rechercheur Roger Murtaugh      |
| Gary Busey         | Joshua                          |
| Mitchell Ryan      | De Generaal                     |
| Tom Atkins         | Michael Hunsaker                |
| Steve Kahan        | Hoofdinspecteur Ed Murphy       |
| Darlene Love       | Trish Murtaugh                  |
| Traci Wolfe        | Rianne Murtaugh                 |
| Jackie Swanson     | Amanda Hunsaker                 |
| Damon Hines        | Nick Murtaugh                   |
| Ebonie Smith       | Carrie Murtaugh                 |
| Mary Ellen Trainor | Dr. Stephanie Woods             |
| Ed O'Ross          | Mendez                          |
| Lycia Naff         | Dixie                           |
| Jack Thibeau       | Brigadier Rick McCaskey         |
| Grand L. Bush      | Rechercheur Dan Boyette         |
| Al Leong           | Endo                            |
| Gustav Vintas      | Gustaf                          |
| Renée Estevez      | Minderjarig hoertje (onvermeld) |

## Reacties
De film had een budget van 15 miljoen dollar, maar bracht wereldwijd 120 miljoen dollar op. Het is hiermee een van de succesvolste films van 1987. De film werd uitgebracht in de lente, een ongebruikelijke tijd voor actiefilms. Lethal Weapon betekende de definitieve doorbraak voor Mel Gibson en Danny Glover.

## Trivia
- De stuntman van Lethal Weapon, Dar Robinson, stierf kort nadat de film werd opgenomen. Regisseur Richard Donner droeg de film aan hem op in de aftiteling. Hierin was te lezen Deze film is opgedragen in memoriam aan Dar Robinson, een van de grootste stuntmannen uit de filmindustrie.
- Dar Robinson trainde Jackie Swanson, zodat ze haar stunt zelf kon doen.
- In de film Maverick van Mel Gibson uit 1994 heeft Danny Glover een cameo. In die film kijken Glover en Gibson elkaar korte tijd aan (alsof ze elkaar kennen, maar ze weten niet waarvan).
- Op basis van de film is een videospel Lethal Weapon uitgebracht.
- Murtaugh vertelt dat Michael Hunsaker zijn leven redde in de slag om de la Drang Vallei. De film We Were Soldiers, met Mel Gibson in de hoofdrol, is gebaseerd op deze slag.
- Het wapen dat Mel Gibson gebruikt in de film, een Beretta 92F, werd ook door Bruce Willis gebruikt in Die Hard.
- Voordat de productie van de film begon, schaduwden Danny Glover en Mel Gibson enkele LAPD-agenten. Richard Donner zocht toen contact met de Los Angeles County Sheriff's Department, om een beter beeld te krijgen van agenten en de gang van zaken op het bureau.